# Sasakwa
Sasakwa és un poble dels Estats Units a l'estat d'Oklahoma. Segons el cens del 2000 tenia 150 habitants.

## Demografia
Segons el cens del 2000, Sasakwa tenia 150 habitants, 58 habitatges, i 41 famílies. La densitat de població era de 275,8 habitants per km².
Dels 58 habitatges en un 27,6% hi vivien nens de menys de 18 anys, en un 48,3% hi vivien parelles casades, en un 19% dones solteres, i en un 27,6% no eren unitats familiars. En el 25,9% dels habitatges hi vivien persones soles el 15,5% de les quals corresponia a persones de 65 anys o més que vivien soles. El nombre mitjà de persones vivint en cada habitatge era de 2,59 i el nombre mitjà de persones que vivien en cada família era de 3,02.
Per edats la població es repartia de la següent manera: un 30,7% tenia menys de 18 anys, un 9,3% entre 18 i 24, un 22,7% entre 25 i 44, un 20,7% de 45 a 60 i un 16,7% 65 anys o més.
L'edat mediana era de 35 anys. Per cada 100 dones de 18 o més anys hi havia 79,3 homes.
La renda mediana per habitatge era de 20.750 $ i la renda mediana per família de 24.286 $. Els homes tenien una renda mediana de 23.750 $ mentre que les dones 13.542 $. La renda per capita de la població era de 9.353 $. Entorn del 19,6% de les famílies i el 24,3% de la població estaven per davall del llindar de pobresa.

## Poblacions més properes
El següent diagrama mostra les poblacions més properes.